# Thang đo San Marino
Thang đo San Marino là một thang đo được đề xuất để đánh giá rủi ro liên quan đến việc truyền thông tin có chủ ý từ Trái Đất nhằm mục đích tìm kiếm sự sống thông minh ngoài Trái Đất. Thang đo đánh giá tầm quan trọng của việc truyền thông tin từ Trái Đất như là một hàm của cường độ tín hiệu và nội dung thông tin. Thang đo được đề xuất bởi Iván Almár tại một hội nghị ở San Marino năm 2005. Đầu ra vô tuyến của Sao Mộc, Sao Thổ và Sao Hải Vương không được xem xét trong mô hình. Thang đo San Marino sau đó đã được Nhóm nghiên cứu thường trực SETI của Học viện hàng không vũ trụ quốc tế thông qua tại cuộc họp năm 2007 tại thành phố Hyderabad, Ấn Độ.

## Phép tính
Trong bản trình bày ban đầu được đưa ra bởi Almár, Chỉ số San Marino, SMI, của một sự kiện nhất định được tính bằng tổng của hai điều khoản.
{\displaystyle SMI=I+C}
Thuật ngữ đầu tiên, I, dựa trên cường độ tín hiệu liên quan đến nhiễu nền trong cùng dải tần số. Thuật ngữ này là một con số của thang đo logarit và được tính như sau:
{\displaystyle I{=}\log _{10}\left({\frac {\text{cường độ tín hiệu}}{\text{cường độ nền}}}\right)}
Ví dụ: tín hiệu có cường độ gấp 100 lần so với nhiễu nền ở cùng tần số và băng thông sẽ có giá trị I là hai.
Thuật ngữ thứ hai, C, chủ quan hơn và liên quan đến nội dung, mục tiêu, thời gian và đặc tính của tín hiệu. Xếp hạng AC của một loại giống như xung radar đi lạc, không có bất kỳ nội dung thông tin nào và được định hướng ngẫu nhiên. Xếp hạng AC của năm là một phản hồi có chủ ý cho tín hiệu ngoài Trái Đất.

## Thang đánh giá[1]
| Giá trị | Tính chất     |
| ------- | ------------- |
| 10      | Bất thường    |
| 9       | Cực kì cao    |
| 8       | Rất cao       |
| 7       | Cao           |
| 6       | Đáng chú ý    |
| 5       | Trung bình    |
| 4       | Vừa phải      |
| 3       | Khá thấp      |
| 2       | Thấp          |
| 1       | Không đáng kể |